# آرامگاه مولانا زین الدین ابوبکر تایبادی
آرامگاه مولانا زین الدین ابوبکر تایبادی مربوط به سدهٔ ۹ ه‍.ق است و در حاشیه تایباد واقع شده و این اثر در تاریخ ۲۹ آذر ۱۳۱۶ با شمارهٔ ثبت ۳۰۹ به‌عنوان یکی از آثار ملی ایران به ثبت رسیده‌است.
این بنا در جنوب غربی شهر تایباد قرار دارد. کار ساختمان آن در سال ۸۴۸ ه‍. ق، هم‌زمان با سلطنت شاهرخ پسر تیمور به پایان رسیده‌است. معماری بنا به شیوه آذری و ساخت آن به دستور پیر احمد خوافی وزیر شاهرخ انجام شده‌است. کتیبه ایوان اصلی که با خط ثلث بسیار زیبا با آجر تراشیده در زمینه کاشی فیروزه‌ای قرار دارد، در خراسان بی‌نظیر است. بر روی نمای بیرون مسجد با ایوان رفیع آن (به ارتفاع ۲۵ متر) کاشی کاری و آجرکاری‌های ظریف به چشم می‌خورد که با خطوط معرق و تزئینات گل و بوته اسلیمی و خطایی بر روی کاشی‌های معرق نقش بسته‌اند، جلوهٔ خاصی به این بنا داده‌اند. معماری این بنا به عهدهٔ خانواده هنرمند شیرازی، قوام الدین و غیاث الدین بوده‌است.